# Byzantský katolický patriarchát
Byzantský katolický patriarchát je patriarchát, který založil synod biskupů Ukrajinské pravověrné řeckokatolické církve (UPHKC) 5. dubna 2011 na svém mimořádném zasedání, kde řešil údajnou „kritickou situaci v Katolické církvi“ a „narušování spasitelné víry“. Biskupové patriarchátu jsou bývalými katolickými kněžími, kteří byli exkomunikovaní z Katolické církve. Biskupské svěcení výše jmenovaných zpochybnila Kongregace pro nauku víry a sami dotyční zatím nepředložili hodnověrné doklady o svém svěcení.

## Založení
Synod biskupů Ukrajinské pravověrné řeckokatolické církve na svém mimořádném zasedání založil a vyhlásil Byzantský katolický patriarchát. Jeho proklamovaným cílem je zaštítit všechny věřící, kteří chtějí zachovat neporušený poklad katolické víry, nehledě na národnost či přináležitost do jakékoliv katolické církve či tradice. Odsuzuje historicko-kritickou metodu, která dle jejich názoru popírá inspiraci Písma svatého, zázraky i historické a reální vzkříšení Ježíše Krista.

## Organizace
Prvním patriarchou Byzantského katolického patriarchátu byl vybrán arcibiskup Eliáš Antonín Dohnal, který za nedovolené svěcení a za schizma byl exkomunikován z Katolické církve. Byl exkomunikován samým spácháním činu, „latae sententiae“, tj. bez rozhodnutí představeného. Tento patriarchát nemá žádné kanonické postavení. Věrouka hlásaná patriarchátem nemá žádnou oporu v žádné z církví. Nutno dodat, že pojmenování „katolický“ může společenství křesťanů používat jen s výslovným povolením kompetentních Církevních (římskokatolických) autorit. Tento patriarchát však díky schizmatu nemá žádnou jednotu s papežem, ani věroukou, protože se dopustili hereze. Sídlo patriarchátu je ve Lvově na Ukrajině. Sekretáři jsou Metoděj R. Špiřík a Timotej P. Sojka – též exkomunikovaní z Katolické církve.

### Stálý Synod biskupů
- Samuel OSBMr
- Basil OSBMr

## Kontroverze
Byzantský katolický patriarchát je široké veřejnosti znám především jako zdroj řetězových e-mailů. Obsahem těchto e-mailů jsou často zavádějící, spíše až lživé verze zpráv z veřejného života nebo různé konspirace. Často mají také značně proruský nádech.